# Красногрудый дубоносовый кардинал
Красногрудый дубоносовый кардинал, или розовогрудый толстонос (лат. Pheucticus ludovicianus), — вид птиц из семейства кардиналовых (Cardinalidae). Видовое название ludovicianus дано в честь французского короля Людовика XIV, в честь которого получил своё название штат Луизиана на юге Соединенных Штатов Америки. Линней привязал тем самым типовой экземпляр к его происхождению из Луизианы.

## Описание
Красногрудый дубоносовый кардинал достигает длины от 18 до 21,5 см и массы от 39 до 49 г. Очень большой и сильный клюв белёсого цвета.
Вид имеет ярко выраженный половой диморфизм в окраске и рисунке, оперение самцов существенно более выделяющееся и окрашено интенсивнее чем у самок. В брачном наряде у самца голова, шея и верхняя часть тела чёрного цвета, надхвостье и нижняя часть тела белые. Кроющие хвоста имеют чёрно-белые полосы. Средние рулевые перья чёрные, остальные белые с каймой чёрного цвета. Средние кроющие маховых перьев белые, первостепенные маховые перья чёрного цвета с широкой белой вершиной. Грудь розовая, остальная нижняя часть тела белая.
В зимнем наряде красная окраска груди выражена менее ярко. Чёрные перья на голове, шее и спине имеют коричневатую кайму. Белая нижняя часть тела имеет неясные тёмные косые полосы, по бокам тела имеется несколько тёмных пятен.
Оперение самок коричневатое. Коричневая голова имеет белёсую область по середине макушки головы, кроме того, от переднего века вплоть до затылка тянется белая «бровь». Шея белёсая с тонкими тёмными пятнами и штрихами, брюхо от белёсого до кремового цвета также имеет коричневатую штриховку. Красная окраска отсутствует. Самки очень похожи на самок родственного черноголового толстоноса (P. melanocephalus), только у последнего нижняя часть тела больше желтовато-коричневая и штриховка гораздо слабее.
Хотя самцы этих обоих видов отличаются, в перекрывающихся областях распространения встречается гибридизация.

## Распространение
Область распространения простирается широким поясом с северо-запада Канады через центральные и восточные Соединенные Штаты Америки вплоть до восточного побережья Северной Америки. Птица населяет открытые лиственные и смешанные леса, чаще вблизи водоёмов. На зимовку птицы мигрируют на юг до Мексики, Колумбии и Венесуэлы, редко до Перу и Гайаны. Они обитают на высоте вплоть до 1800 м над уровнем моря. В Европе красногрудый дубоносовый кардинал редкое исключительное явление, прежде всего, в Великобритании, почти все наблюдения происходили в октябре.

## Размножение
Строительство гнёзд начинается в мае. В кладке от 1 до 5, как правило, 4 яйца, бледного синевато-зелёного цвета с тёмными крапинами. Высиживают и самец, и самка в течение 11—14 дней. Птенцы становятся самостоятельными через 9—12 дней, но ещё зависят от родительских птиц следующие 3 недели.